# 슈웨다곤 파고다

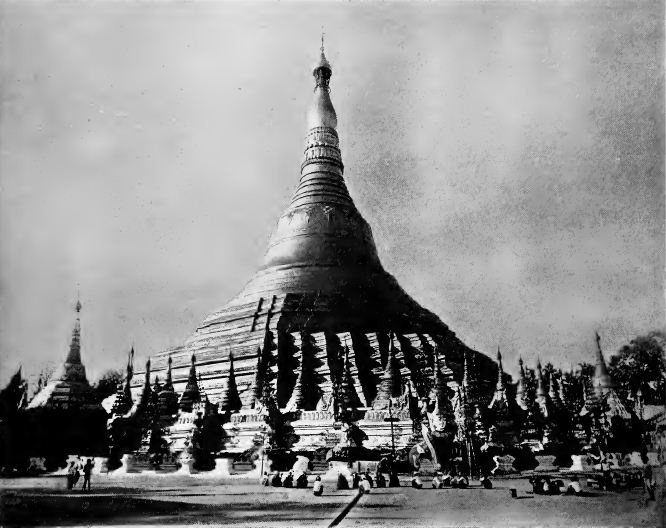
1890년경 슈웨다곤 탑

슈웨다곤 파고다(버마어: ရွှေတိဂုံဘုရား 슈웨다곤 퍼야, 영어: Shwedagon Pagoda, Shwedagon Zedi Daw, Great Dagon Pagoda, Golden Pagoda)는 미얀마의 양곤에 세워져 있는 98m의 탑파이다. 불탑은 깐도지 호수의 서쪽, 싱구타라 언덕 위에 있어 도시의 모습을 내려다 볼 수 있다.

## 역사
전설에 의하면 슈웨다곤 파고다는 2500년 전에 지어졌다고 한다. 고고학에서는 탑은 사실상 6~10세기 사이에 몬족에 의해 지어진 것으로 여기고 있다.
탑은 1300년대에 바고의 빈야우 왕에 의해 18m의 높이로 재건되기 전까지는 파손된 상태였다. 이후 몇 차례의 개축을 거쳐 15세기에 현재의 98m 높이가 되었다. 몬족의 왕은 바고의 슈웨모도 탑과 슈웨다곤 탑이라는 두 개의 거대한 불탑을 소유하고 있었다. 원래는 8m에 불과했으나 1362년에 버냐왕이 20m의 높이로 증축하였다. 신소부왕은 탑의 높이를 40m로 높였다. 16세기 초까지 불탑은 미얀마에서 가장 인기 있는 순례지가 되었다.
그러나 다음 세기에 연속되는 지진으로 피해를 입었다. 1768년에 최악의 지진으로 탑의 정상부가 무너졌으나 꼰바웅 왕조의 신뷰신 왕에 의해 현재의 높이로 증축되었다.
불탑은 양곤 시의 문화 유산으로 등재되어있다.

## 전쟁과 침략
1608년, 포르투갈의 탐험가 필리페 데 브리토 에 니코테(en:Filipe de Brito e Nicote, 미얀마에는 '응아진까'로 알려져 있다)는 1485년에 몬족의 더마제디왕이 기증한 300톤의 종을 약탈하였다. 브리토는 대포를 만들기 위해 종을 녹인 것이었지만, 종을 옮겨 버고강을 건널 때에, 종이 강에 떨어져 회수할 수 없었다.
2세기 후, 제1차 영국-미얀마 전쟁 중인 1824년 5월 11일에 영국이 상륙했을 때, 슈웨다곤을 도시를 내려다 보는 요새로 생각해 곧바로 점령했다.

## 사진

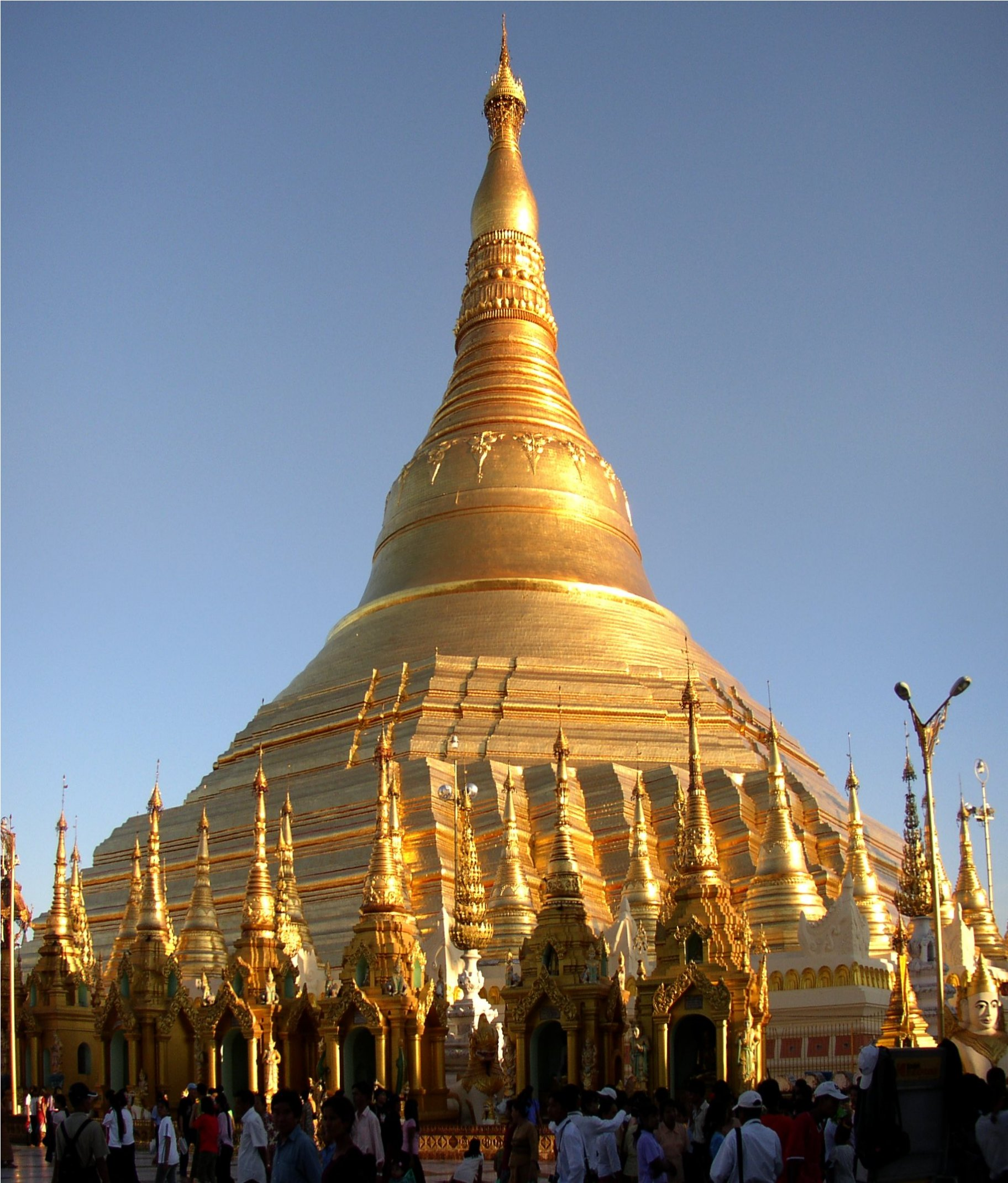
슈웨다곤 파고다
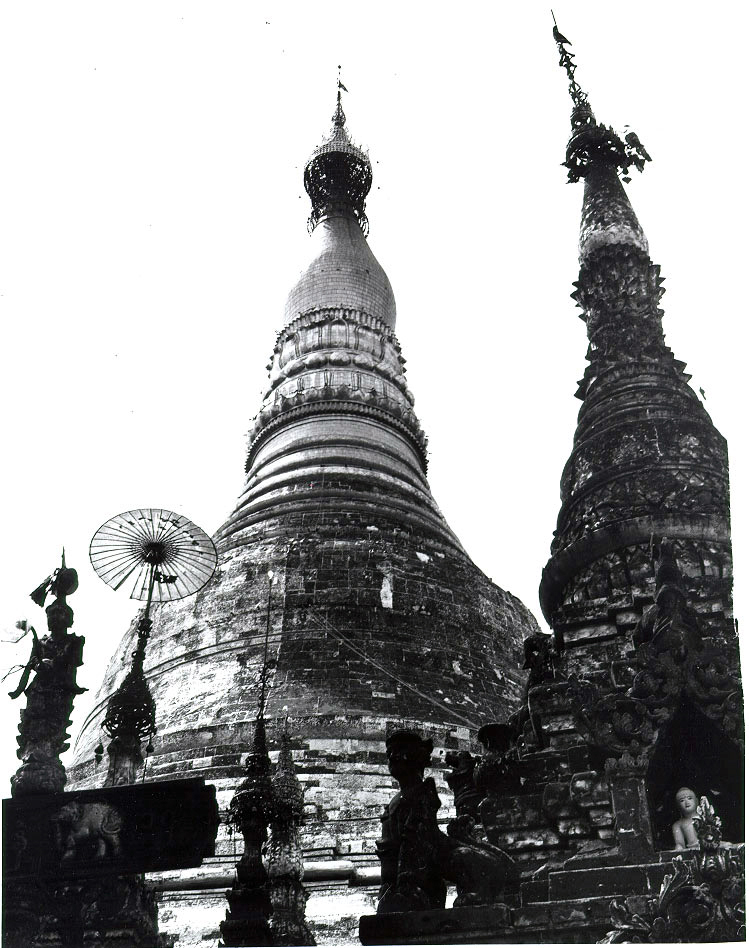
제2차 세계대전 후의 슈웨다곤 파고다
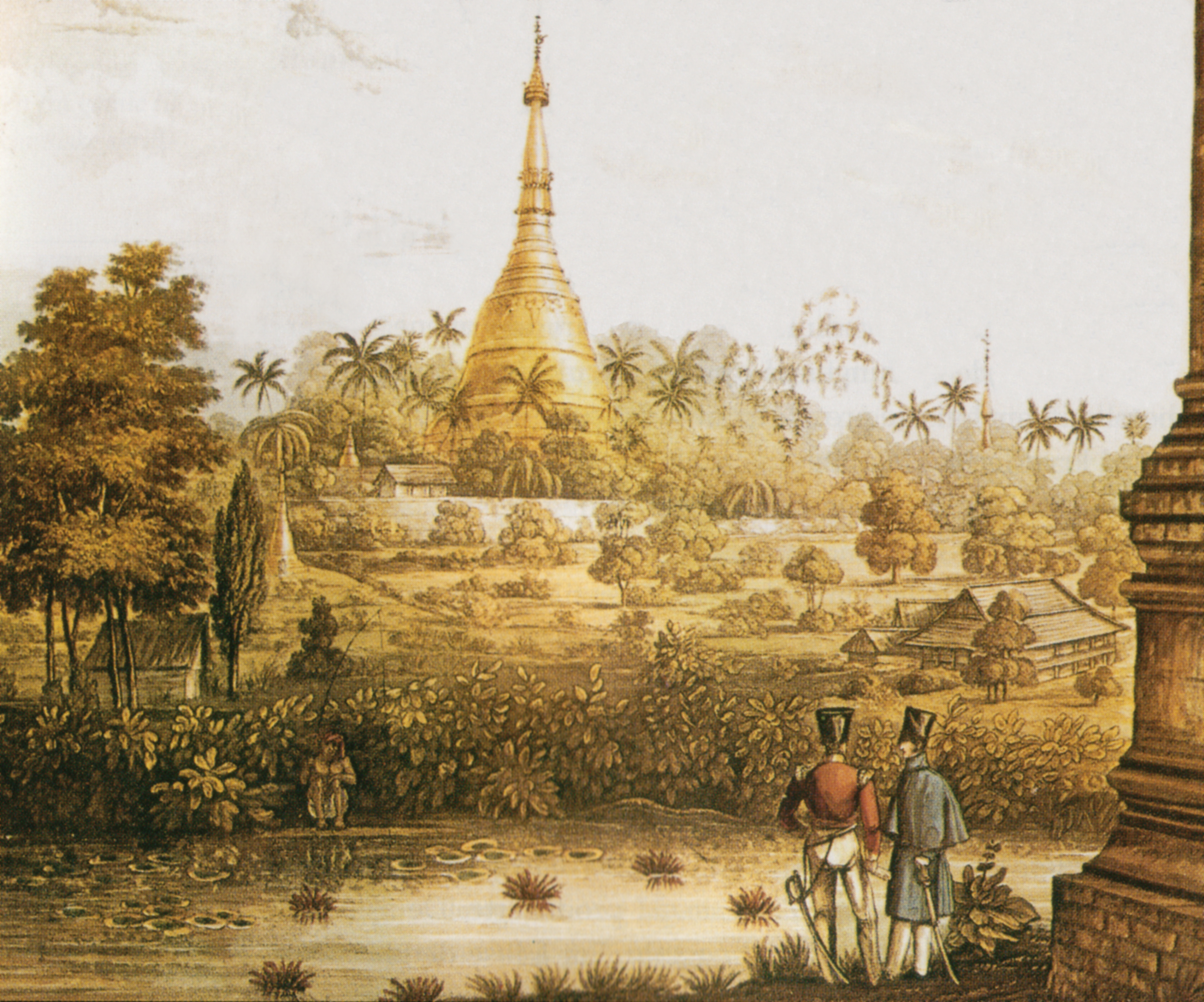
영국인이 본 파고다（1825년）
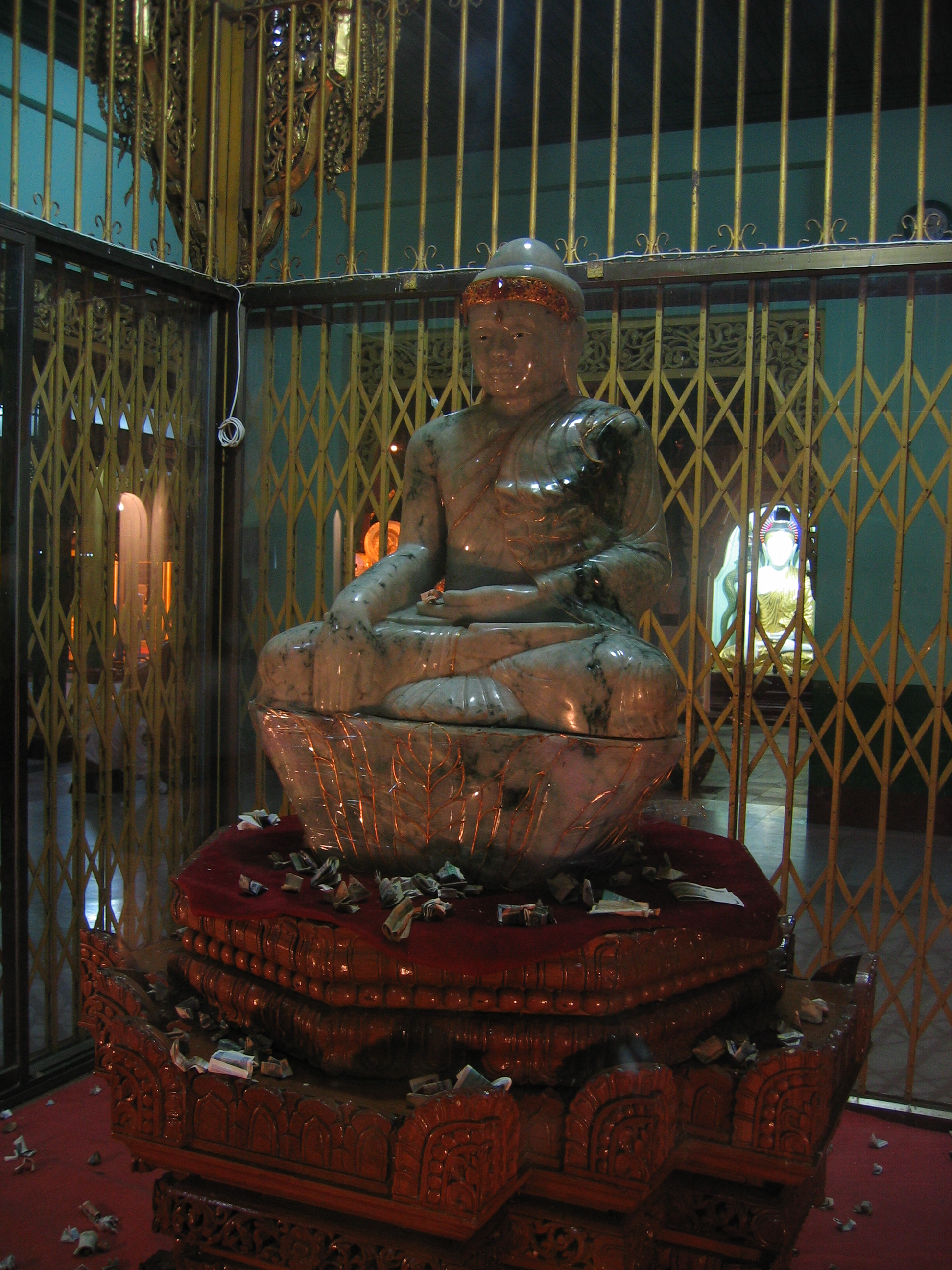
불상
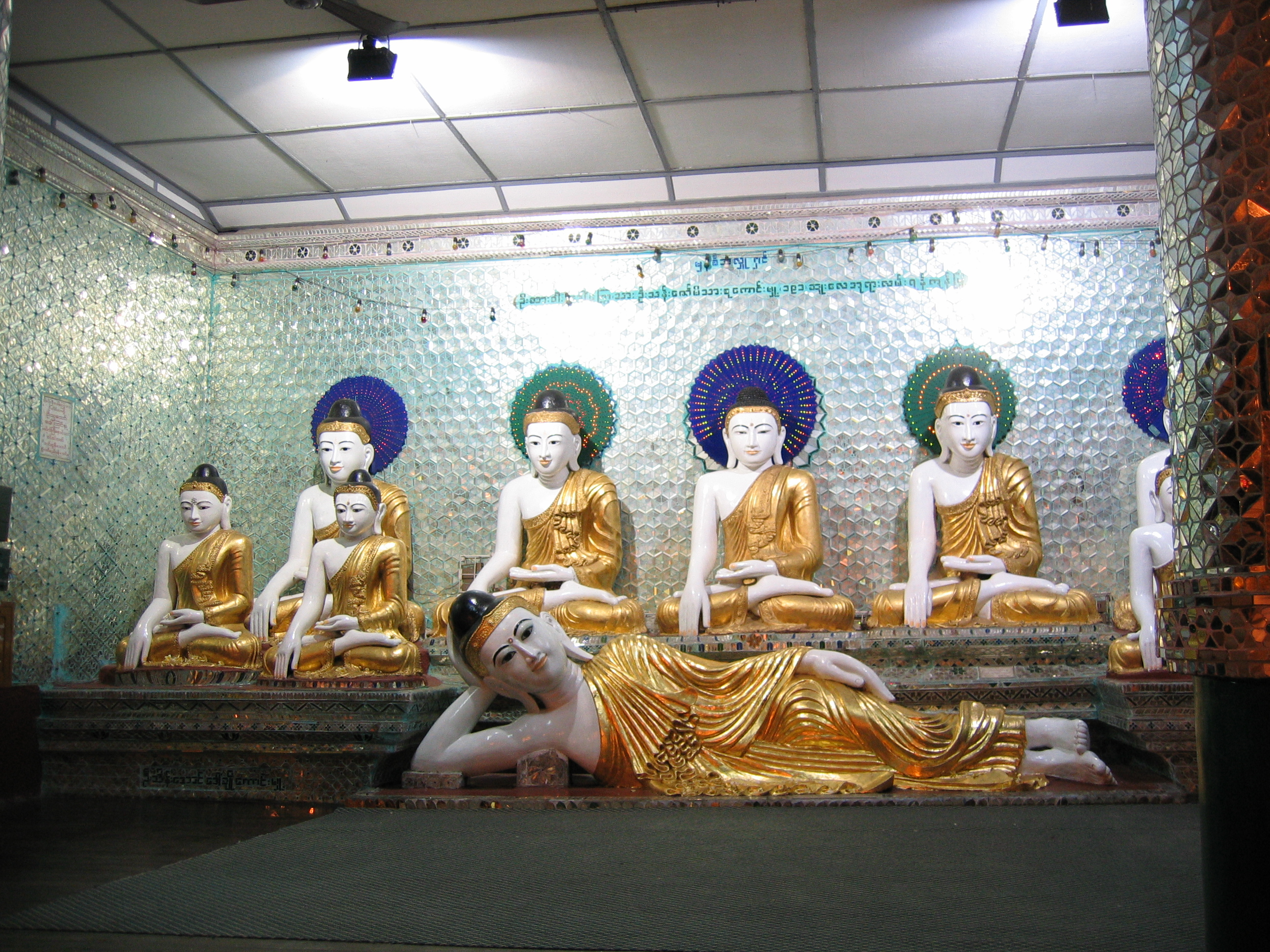
불상
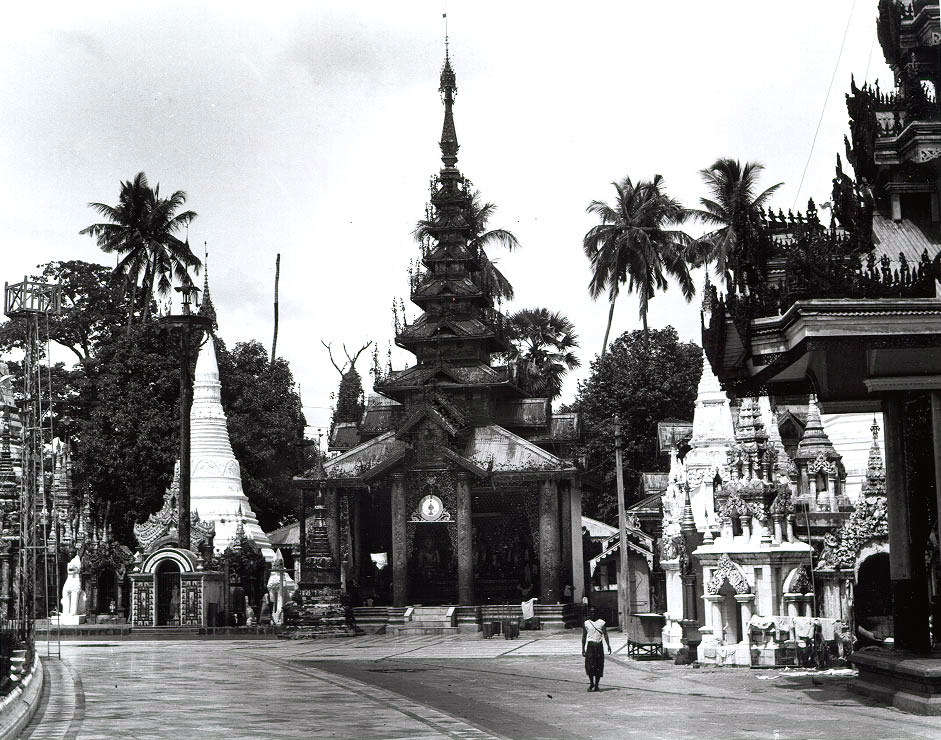
제2차 세계대전 후의 슈웨다곤 파고다

## 같이 보기
- 미얀마의 불교
- 불교의 역사